# Coupe de France 1920/21
Het seizoen 1920/21 was het vierde seizoen van de Coupe de France in het voetbal. Het toernooi werd georganiseerd door de Fédération Française de Football Association (FFFA) .
Het was het eerste toernooi waaraan de clubs uit de regio Elzas-Lotharingen konden deelnemen. Aan deze editie namen 202 clubs deel (88 meer dan aan de derde editie). Het toernooi ging op 19 september 1920 van start met de eerste ronde, de tweede ronde was op 3 oktober. De finale werd gespeeld op 24 april 1921 in het Stade Pershing in Parijs. De zege ging naar het in Saint-Ouen residerende Red Star Amical Club (met de Belg Jules Huysmans in de gelederen) die Olympique Paris met 2-1 versloeg.

## Uitslagen

### 1/32e finale
De 1/32e finale was de derde ronde. De wedstrijden werden op 7 november 1920 gespeeld, de enige beslissingswedstrijd op 21 november.
| Winnaar                | Uitslag | Verliezer                      |
| ---------------------- | ------- | ------------------------------ |
| Red Star Amical Club   | 6-0     | Lutetia SC (Parijs)            |
| Olympique Paris        | 9-0     | VS Sens                        |
| Racing Club de France  | 6-0     | US Forbach                     |
| US Tourcoing           | 5-0     | SC Choisy-le-Roi               |
| AS Cannes              | 1-0     | Olympique Marseille            |
| CA Paris               | 5-1     | Raincy Sports                  |
| US Suisse Paris        | 2-1     | Olympique Lille                |
| Racing Calais          | 3-1     | AS Amicale Paris               |
| US Belfort             | 6-0     | Cercle Nageurs Lyon            |
| FC Cette               | 5-2     | Section Burdigalienne Bordeaux |
| FC Rouen               | 4-1     | AS Cherbourg-Stella            |
| AS Française           | 2-0     | RC Strasbourg                  |
| JA Saint-Ouen          | 3-1     | SC Touring                     |
| US Saint-Servan        | 5-0     | SCO Angers                     |
| AF La Garenne-Colombes | 2-0     | RC Roubaix                     |
| CASG Paris             | 3-0     | AS Cheminots Rennes            |

| Winnaar            | Uitslag     | Verliezer           |
| ------------------ | ----------- | ------------------- |
| Stade Saint-Brieuc | 1-0         | Stade Laval         |
| AS Strasbourg      | 7-0         | FC Thonon           |
| Stade Bordeaux     | 4-2         | Club Français       |
| Stade Français     | 5-0         | AVS Auxerre         |
| SO Montpellier     | 2-2 nv; 1-0 | Stade Raphaëlois    |
| FC Lyon            | 3-2         | SA Provençeaux      |
| Stade Harvais      | 2-1         | CA Rosaire (Parijs) |
| FEC Levallois      | 5-0         | AS Creil            |
| CS Terreaux Lyon   | 5-2         | SC Sélestat         |
| Bordeaux AC        | 1-0         | US Le Mans          |
| Le Havre AC        | 3-1         | Gallia Club Paris   |
| Armoricaine Brest  | 1-0         | CS Rennes           |
| CA Metz            | 5-3         | Lyon OU             |
| US Boulogne        | 6-1         | Club des X Paris    |
| VGA Médoc          | 4-0         | Stade Nantes        |
| FC Dieppe          | 2-0         | CA Vitry            |

### 1/16e finale
De wedstrijden werden op 5 december 1920 gespeeld.
| Winnaar               | Uitslag | Verliezer          |
| --------------------- | ------- | ------------------ |
| Red Star Amical Club  | 3-1     | Stade Saint-Brieuc |
| Olympique Paris       | 2-0     | AS Strasbourg      |
| Racing Club de France | 4-0     | Stade Bordeaux     |
| US Tourcoing          | 1-0     | Stade Français     |
| AS Cannes             | 3-2     | SO Montpellier     |
| CA Paris              | 3-2     | FC Lyon            |
| US Suisse Paris       | 3-2     | Stade Harvais      |
| Racing Calais         | 2-1     | FEC Levallois      |

| Winnaar                | Uitslag | Verliezer         |
| ---------------------- | ------- | ----------------- |
| US Belfort             | 2-1     | CS Terreaux Lyon  |
| FC Cette               | 4-0     | Bordeaux AC       |
| FC Rouen               | 4-1     | CA Metz           |
| AS Française Paris     | 5-1     | US Boulogne       |
| JA Saint-Ouen          | 2-1     | Le Havre AC       |
| US Saint-Servan        | 6-0     | Armoricaine Brest |
| AF La Garenne-Colombes | 6-0     | VGA Médoc         |
| CASG Paris             | 2-0     | FC Dieppe         |

### 1/8 finale
De wedstrijden werden op 9 januari 1921 gespeeld.
| Winnaar               | Uitslag | Verliezer          |
| --------------------- | ------- | ------------------ |
| Red Star Amical Club  | 3-0     | US Belfort         |
| Olympique Paris       | 2-0     | FC Cette           |
| Racing Club de France | 4-1     | FC Rouen           |
| US Tourcoing          | 2-1     | AS Française Paris |

| Winnaar         | Uitslag | Verliezer              |
| --------------- | ------- | ---------------------- |
| AS Cannes       | 6-4     | JA Saint-Ouen          |
| CA Paris        | 3-1     | US Saint-Servan        |
| US Suisse Paris | 2-0     | AF La Garenne-Colombes |
| Racing Calais   | 3-2 nv  | CASG Paris             |

### Kwartfinale
De wedstrijden werden op 13 maart 1921 gespeeld.
| Winnaar               | Uitslag | Verliezer       |
| --------------------- | ------- | --------------- |
| Red Star Amical Club  | 4-0     | AS Cannes       |
| Olympique Paris       | 2-1     | CA Paris        |
| Racing Club de France | 4-2     | US Suisse Paris |
| US Tourcoing          | 3-2     | Racing Calais   |

### Halve finale
De wedstrijden werden op 3 april 1921 gespeeld.
| Winnaar              | Uitslag | Verliezer             |
| -------------------- | ------- | --------------------- |
| Red Star Amical Club | 4-3     | Racing Club de France |
| Olympique Paris      | 3-2     | US Tourcoing          |

### Finale
De wedstrijd werd op 24 april 1921 gespeeld in het Stade Pershing in Parijs voor 18.000 toeschouwers. De wedstrijd stond onder leiding van scheidsrechter Marcel Slawick.
| Winnaar                             | Uitslag | Finalist          |
| ----------------------------------- | ------- | ----------------- |
| Red Star Amical Club                | 2-1     | Olympique Paris   |
| Robert Clavel 53' Marcel Naudin 77' |         | 78' Paul Landauer |

1917/18 · 1918/19 · 1919/20 · 1920/21 · 1921/22 · 1922/23 · 1923/24 · 1924/25 · 1925/26 · 1926/27 · 1927/28 · 1928/29 · 1929/30 · 1930/31 · 1931/32 · 1932/33 · 1933/34 · 1934/35 · 1935/36 · 1936/37 · 1937/38 · 1938/39 · 1939/40 · 1940/41 · 1941/42 · 1942/43 · 1943/44 · 1944/45 · 1945/46 · 1946/47 · 1947/48 · 1948/49 · 1949/50 · 1950/51 · 1951/52 · 1952/53 · 1953/54 · 1954/55 · 1955/56 · 1956/57 · 1957/58 · 1958/59 · 1959/60 · 1960/61 · 1961/62 · 1962/63 · 1963/64 · 1964/65 · 1965/66 · 1966/67 · 1967/68 · 1968/69 · 1969/70 · 1970/71 · 1971/72 · 1972/73 · 1973/74 · 1974/75 · 1975/76 · 1976/77 · 1977/78 · 1978/79 · 1979/80 · 1980/81 · 1981/82 · 1982/83 · 1983/84 · 1984/85 · 1985/86 · 1986/87 · 1987/88 · 1988/89 · 1989/90 · 1990/91 · 1991/92 · 1992/93 · 1993/94 · 1994/95 · 1995/96 · 1996/97 · 1997/98 · 1998/99 · 1999/00 · 2000/01 · 2001/02 · 2002/03 · 2003/04 · 2004/05 · 2005/06 · 2006/07 · 2007/08 · 2008/09 · 2009/10 · 2010/11 · 2011/12 · 2012/13 · 2013/14 · 2014/15 · 2015/16 · 2016/17 · 2017/18 · 2018/19 · 2019/20 · 2020/21 · 
2021/22 · 2022/23 · 2023/24 · 2024/25 ·